# ائوجنیو مرلو
ائوجنیو مرلو (ایتالیایی: Eugenio Merello؛ زادهٔ ۱۲ مارس ۱۹۴۰) بازیکن واترپلو اهل ایتالیا بود. وی در بازی‌های المپیک تابستانی ۱۹۶۴ و ۱۹۶۸ شرکت کرده‌است.